# Amfibiesoldat

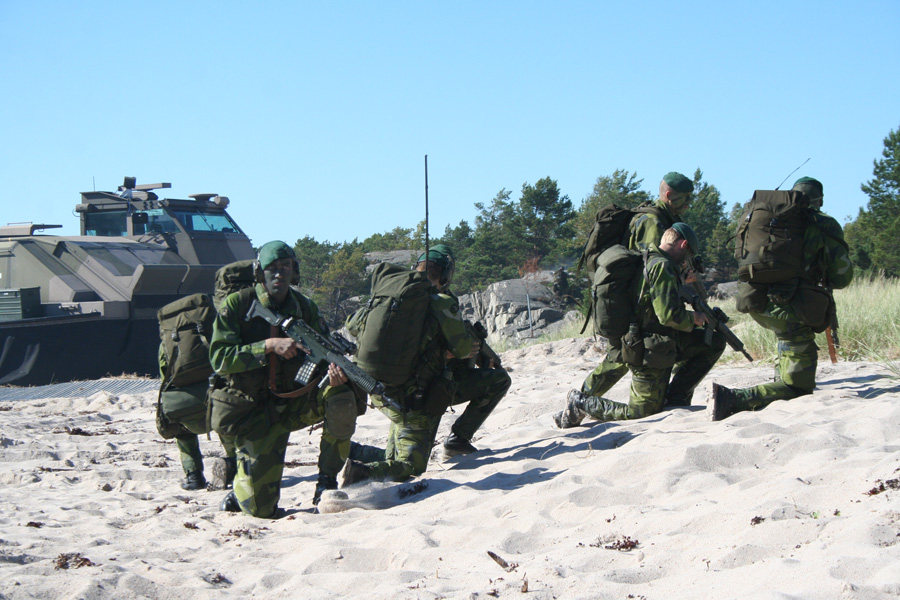
Amfibiesoldater vid landstigning

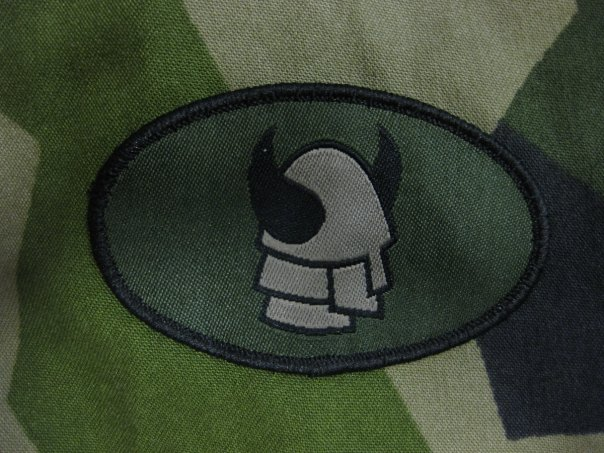
Utbildningstecken Amfibie

Amfibiesoldat är en befattning inom svenska marinen.
Soldaterna är i dagsläget yrkesanställda och en del av svenska marinen och amfibiekåren, där de tillsammans med kustjägarna bemannar Amfibiebataljonen. Amfibiesoldaterna utbildas huvudsakligen på Amf 1 vid Berga örlogsbas i Stockholms skärgård.

## Historia
Dagens amfibiesoldater har sina rötter i Kustartilleriets spärrbataljoner. Mot slutet av 1980-talet beslutades att göra dessa spärrbataljoner mer rörliga. Ny materiel anskaffades såsom Stridsbåt 90H, Stridsbåt 90E, minsystemet M9 därefter omorganiserades förbanden. I den första krigsorganisationen (amfibiebataljon 95) ingick ett stabskompani, ett amfibiekompani, ett granatkastarkompani och två kustjägarkompanier. Kustartilleriet avvecklades dock 30 juni 2000 och övergick istället till det som är dagens Amfibiekår.
Amfibieskyttekompanierna har kommit att till stor del ersätta kustjägarna i deras tidigare huvuduppgifter (ta och säkra terräng) så att kustjägarna kan användas till mer kvalificerade uppgifter som underrättelseinhämtning och störstrid. De "icke-KJ" delarna av amfibiekåren är därmed numera bland de mest krävande befattningarna inom Försvarsmakten och kan till viss del jämföras med kustjägartjänst. 

## Utbildning
Utbildningen som amfibiesoldat sträcker sig över 10 månader och är fysiskt och psykiskt krävande. Idag är den fysiska kravprofilen under översyn och gallringen av rekryter är inte lika strikt som den var tidigare värnpliktsperiod (innan 2011). Den fysiska kravprofilen hos Plikt- och prövningsverket (tidigare rekryteringsmyndigheten) är densamma som för Flygbassäksoldat och Spaningssoldat  . Utbildningen äger huvudsakligen rum vid första amfibieregementet men beroende på specifik befattning och utbildningsskede sker utbildning också på andra platser runt om i landet. Under de första 10 veckorna genomför dock alla aspiranter en grundläggande soldatutbildning med avslutande utbildningskontroll Övning Torleif.
Därefter påbörjar kvarvarande soldater nästa skede i utbildningen, GK-AMF (Grundkurs Amfibie). Där specialiseras soldaterna inom olika tjänster och placeras i en motsvarande pluton. Exempel på plutoner som soldaterna utbildas mot är:
- Amfibieskytte
- Amfibierobotpluton
- Amfibiegranatkastarpluton
- Amfibiedykare

Senare under utbildningen genomförs den sista stora utbildningskontrollen i raden av många, Övning Amfibie. Där soldaternas fysiska status, psykiska uthållighet och förmåga att verka sätts på prov. De soldater som genomför övningen med godkänt resultat, samt har klarat snabbmarsch och stridshinderbana på utsatt tid, erhåller amfibiesoldaterna utbildningstecken Amfibie och kan därmed titulera sig som amfibiesoldat.

### Utbildningstecken
Utbildningstecknet, kallat "Amfibie", är av elliptisk form med svart ram och grön botten. Det innehåller ett stiliserat hjälmprytt vikingahuvud (Torleif). För att erhålla utbildningstecknet krävs utöver godkänd GSU också avklarad och godkänd snabbmarsch (3km med 20 kg packning i takt och forcering under 18 minuter, plutonsvis), stridshinderbana (ca 4 km med 20 kg packning under 32 minuter, omgångsvis) och godkänd Övning Amfibie.